# 함경당
함경당(涵鏡堂)은 경상북도 안동시 남후면 검암리에 있다. 2015년 11월 20일 안동시의 문화유산 제101호로 지정되었다.